# Goo Goo Gai Pan
«Goo Goo Gai Pan» (рус. Сельма Симпсон) — двенадцатая серия шестнадцатого сезона мультсериала «Симпсоны». Премьера эпизода состоялась 13 марта 2005 года. Эпизод был запрещён в Китайской Народной Республике.

## Сюжет
Сельма выдаёт мистеру Бернсу новое водительское удостоверение, так как срок старого удостоверения истёк ещё в 1909 году. По дороге к дому Симпсонов она испытывает приливы и попадает в больницу. Доктор Хибберт подтверждает, что она переживает менопаузу, показывая видео с участием актёра Роберта Вагнера, объясняющего, что такое менопауза и что это значит для женщины. Сельма расстроена тем, что её шансы забеременеть и завести детей равны нулю. Пэтти предлагает ей усыновить ребёнка. Ей почти удаётся взять одного из множества детей Клетуса, но в итоге Клетус его забирает. Лиза советует Сельме усыновить ребенка из Китая, для чего Сельма должна выйти замуж. Она подаёт заявление, указав в нем то, что она замужем за Гомером Симпсоном.
Сельма осуществляет поездку в Китай Симпсонам, но Гомер не был готов к этой поездке. Когда Сельма говорит Гомеру, что он должен притворяться её мужем, он в шоке от этого и отказывается помочь ей. Позже Гомер решает сделать это для Мардж. Когда они приезжают в Китай, Сельма утверждает, что Барт и Лиза — её дети, в то время, как Мардж — их няня. Китайский агент по усыновлению мадам Ву говорит им, что они должны подождать пару дней, так как она хочет подробно рассказать о «брачных отношениях» между Гомером и Сельмой (как для Гомера, так и для Сельмы). В итоге у Сельмы появляется дочь, которую она называет Линг. Однако, почти сразу после принятия, обман раскрывается, когда мадам Ву замечает через картину Мао Цзэдуна целующихся Гомера и Мардж.
Когда они собираются уходить, мадам Ву приходит и забирает Линг, заявляя, что Гомер и Сельма не женаты. Когда Симпсоны пытаются её успокоить, Лиза предложила украсть ребёнка, но она предупреждает их о том, что каждый второй в этой стране — шпион. На входе в детский приют они переодевают и красят Гомера, чтобы тот выглядел как статуя золотого Будды со скрещёнными ногами. Согласно обычаям фэн-шуй, статую Будды необходимо забрать в помещение, поэтому китайские охранники заносят его в коридор детского приюта. Когда охранники уходят, Гомер тайком проникает в детскую спальню и хватает Линг.
Симпсоны, Сельма и Линг проходят через площадь Тяньаньмэнь, место, где, согласно указателю, показанному в эпизоде, «ничего не случилось» в 1989 году. Мадам Ву в танке противостоит им и требует ребёнка обратно, напоминая эпизод из 1989 года с неизвестным бунтарём. После страстной речи Сельмы и Гомера мадам Ву соглашается разрешить Сельме принять Линг, несмотря на отсутствие мужа — её снисходительность вытекает из того факта, что, когда она сама была ребёнком, её отец подавился шариком от пинг-понга за день до того, как был изобретён маневр Геймлиха, и её мать в конечном итоге воспитывала дочь одна. Мадам Ву также останавливает Гомера от контрабанды панды в свой багаж.
Семья также посещает мумифицированное тело Мао Цзэдуна. Гомер сравнивает свой труп с «маленьким ангелом, который убил 50 миллионов человек».
Сельма и её новая дочь Линг и Симпсоны отправляются в Китай на джонке, за исключением Барта, которого заменяет китайский шпион-ребёнок, маскирующийся под него, чтобы обмануть Гомера. Эпизод заканчивается тремя драконами, летящими в небе и поющими, играя на эрху на фоне заката.
В начале титров Дэвид Сильверман показывает зрителям, как нарисовать Барта.